# Solon (Ohio)
Solon ist eine City im südöstlichen Teil des Cuyahoga County im US-Bundesstaat Ohio und gehört zum Umland von Cleveland in den Vereinigten Staaten. Das U.S. Census Bureau ermittelte bei der Volkszählung 2020 eine Einwohnerzahl von 24.262.

## Geschichte
Die ersten Siedler kamen um 1820 aus Connecticut ins heutige Gemeindegebiet von Solon, das zur Connecticut Western Reserve gehörte. Das Township wurde nach Lorenzo Solon Bull benannt, dem Sohn von Isaac Bull, einem der ersten Siedler. Ausschlaggebend für die Namensgebung beider war aber vor allem die Erinnerung an Solon, den berühmten Staatsmann Athens im Antiken Griechenland, der die Macht des Adels beschnitten und die Demokratie gestärkt hatte. Das Vorbild der demokratischen Staatsform der Griechischen Antike war für die USA in den Jahren nach der Unabhängigkeitserklärung des Jahres 1776 lebendig und spiegelt sich in vielen Namensgebungen von Siedlungen im Ohio des frühen 19. Jahrhunderts wider. Dazu gehören Bezeichnungen wie Athens, East Sparta, Delphos oder Aurora. Im Jahr 1947 wurde das Unternehmen Swagelok in Solon gegründet.
Zu den Schwierigkeiten, die die Pioniere in dieser Gegend Ohios zu bewältigen hatten, zählte die Entwässerung der Sümpfe. Diese Sümpfe in der Umgebung des Eriesees waren durch Verlandung der Gletscherseen nach dem Ende der Wisconsin-Eiszeit zu Beginn des Holozäns entstanden. Die Bewältigung dieser Schwierigkeiten lieferte den Siedlern im Solon Township fruchtbaren Ackerboden, der zum Anbau von Mais und  Weizen und für die Viehwirtschaft genutzt werden konnte. Die Gegend wurde für ihre Käseproduktion bekannt und 1850 gab es im Solon Township bereits 1.034 Einwohner.

## Persönlichkeiten
- Chris Bando – ehemaliger MLB player, Cleveland Indians.
- Michael Cartellone (* 1962) – Schlagzeuger von Lynyrd Skynyrd.
- Drew Carter – NFL-Spieler
- Bob Golic – ehemaliger NFL-Spieler, Schauspieler und Radiomoderator
- Kim Herring (* 1975) – ehemaliger NFL-Spieler (Cincinnati Bengals, Baltimore Ravens, St. Louis Rams)
- Al Jenkins – ehemaliger NFL-Spieler (Miami Dolphins, Cleveland Browns)
- Jim Mandich – ehemaliger NFL-Spieler (Miami Dolphins).
- Rick Adams – Unternehmer, Software-Entwickler, Internet-Pionier (UUNET, SLIP-Protokoll)